# الکساندر ایگنیوفسکی
الکساندر ایگنیوفسکی (سیریلیک صربی: Александар Игњовски؛ زادهٔ ۲۷ ژانویهٔ ۱۹۹۱) بازیکن فوتبال اهل صربستان است.
از باشگاه‌هایی که در آن بازی کرده‌است می‌توان به باشگاه فوتبال مونیخ ۱۸۶۰، باشگاه ورزشی وردر برمن، باشگاه فوتبال آینتراخت فرانکفورت، و باشگاه فوتبال بئوگراد اشاره کرد.
وی همچنین در تیم‌های ملی فوتبال زیر ۲۱ سال صربستان و صربستان بازی کرده‌است.